# 日本の公務員

日本の一般職国家公務員の在職者・離職者数の推移（単位：人）

日本の公務員（にほんのこうむいん）は、日本国憲法に規定されている。日本国政府および行政執行法人に属する公務員を国家公務員、地方公共団体に属する公務員を地方公務員という。それぞれ国家公務員法、地方公務員法などにより任用され、労働契約法は適用されない。
日本においては、国ないしは地方公共団体の職に現にある者すべてを言う。その者の職の選任方法の如何を問わず、また職が立法、司法、行政のいずれの部門に属しているかも問わない。保護司や消防団員のようなボランティア的要素を持つ非常勤、また公立図書館やハローワークの一般職員のような非正規雇用の公務員も存在している。

## 適用除外
労働契約法のほか、以下の法は適用除外となっている。
国家公務員一般職（一般職）
労働組合法、労働関係調整法、労働基準法、船員法、最低賃金法、じん肺法、労働安全衛生法、船員災害防止活動の促進に関する法律 のすべて。
地方公務員
労働組合法、労働関係調整法、最低賃金法 のすべて。
労働安全衛生法第二章（労働災害防止計画）、船員災害防止活動の促進に関する法律第二章（船員災害防止計画）および第五章（船員災害防止協会）。
労働基準法の一部。主に労働組合に関する部分となる。

## 統計

各国の雇用者における一般政府部門の割合

日本の公務員数は、全雇用者の5.8%に過ぎず主要国中最低である（米国は15.1%、フランスは21.9%、ドイツは10.4%など）。上位は大きな政府志向の北欧諸国がOECD加盟国のトップ４を独占している。
一方で公務員一人当たり人件費に換算すると、OECD加盟国における調査対象の15か国のうち最高の水準である。近年の日本のジャーナリズム・国民世論においては、一般に公務員の勤務条件の引き下げ、員数の削減、倫理意識及び服務規律の強化を求める意見が支配的である。とくに幹部職員が退職後に、所属官庁の関係する企業や政府関係機関に再就職するいわゆる「天下り」の慣行は強い批判にさらされている。このような背景のもと、中央政府においては2006年（平成18年）の第1次安倍内閣（安倍晋三首相）以降、公務員制度改革担当大臣が常置され、2008年（平成20年）6月には国家公務員制度改革基本法が成立するなど、公務員制度改革が重点的な政策課題として取り組まれている。

## 日本国憲法の規定
日本国憲法のもとでは、公務員は日本国憲法第15条第2項に基づき、国民全体への奉仕者であって、一部への奉仕者ではないとされている。また、第99条（第10章最高法規）に基づき、「憲法を尊重し擁護する義務」を負う。
なお、日本国憲法第15条第1項では「公務員を選定し、及びこれを罷免することは、国民固有の権利である。」と規定されているが、これは「あらゆる公務員の終局的任免権」が国民にあるという国民主権の原理を表明したものである。
公務員は法令を遵守するとともに、上司の職務上の命令には“重大かつ明白な瑕疵”（＝明らかに違法な点）がある場合を除いて、忠実に従う義務を有する（国家公務員法第98条、地方公務員法第32条）。

## 公務員の種類

### 国家公務員と地方公務員
日本の公務員は、勤務する機関の違いによって次の2つに大別される。
国家公務員
国の各機関の職員、行政執行法人の役員および職員。約60万人で、このうち約24万人を自衛官が占める。
地方公務員
地方公共団体の職員、特定地方独立行政法人の役員および職員。約295万人。

### 公務員の種別
国家公務員と地方公務員のそれぞれの職は、主に任用制度上の違いや職務内容の種別から、次の2つに大別される。
一般職
公務員の職のうち、採用試験により任じられるもの。ただし自衛官など試験で任用される特別職もある。
特別職
公務員の職のうち、選挙によって就任する職（国会議員、地方公共団体の長、地方議会議員など）、任命権者の裁量により政治的に任命することが適当とされている職（国務大臣、副大臣、内閣法制局長官など）、任命に国会・地方議会の議決もしくは同意が必要とされている職（人事官、検査官、副知事、副市町村長など）、権力分立の原則に基づき内閣の監督から除かれるべき立法や司法の各部門における職（裁判官、裁判所職員、国会職員）、職務の性質から特別の取り扱いが適当な職（宮内庁の幹部職員、防衛省の職員など）の職、内閣総理大臣や国務大臣が設置する公設な諮問会議の委員、地方自治法に基づく審議会の委員、首長が設置する委員会の委員などをいう。これらの服務等に関する条件は、原則として国家公務員法または地方公務員法の規定が適用されず、個別に取り扱いが決められている。
特別職（約30万人）の大半は自衛官（約24万人）で、次に多いのが裁判所職員（約2.2万人）である。
自衛官を除けば、就職から定年まで公務員として過ごす職業公務員の大半は一般職であり、単に「公務員」と言う場合は、一般職のみを含意している場合も少なくない。
また、一般職は現在、国家公務員であれば一般職の職員の給与に関する法律（一般職給与法）第6条の規定により、また地方公務員であれば多くの場合、一般職給与法に準じて制定された条例の規定により、職務の種別に応じて体系の異なる俸給表に基づく給与を支給されるが、この俸給表の種別が一般職を細分類する種目としてしばしば用いられる。
俸給表に基づく区分には、主に次のようなものがある。
行政職
一般の行政事務に携わるものをいう。採用試験で法律、経済などの区分から採用された事務系職員（事務官、事務吏員）と、土木、建築、機械工学、農業などの区分から採用された技術系職員（技官、技術吏員）などがいる。
専門行政職
行政職のうち、植物防疫官、家畜防疫官、特許庁審査官、船舶検査官、航空管制官などの高度な技術を必要とする業務に携わる職員をいう。
税務職
国税庁で租税の徴収などに従事する職員をいう。
教育職
教員。教育行政に携わるものでも、教育委員会や学校の一般事務を担当する者は、行政職である。
医療職
公務員医師の官職の、医務官や医官、公務員歯科医師の官職である歯科医務官や歯科医官、薬剤師、看護師や、役所における保健師、栄養士などが含まれる。
研究職
公立の研究機関や検査機関の技術系職員。博物館や美術館の学芸員は研究職として採用する自治体と行政職として採用する自治体がある。
公安職
警察官、海上保安官、消防吏員など、治安・安全に関係する職にあるもの。公安職に含まれる公務員の職は、職務の特殊性から労働三権が保障されていないものが多いが、皆無ではない（刑務官および法務教官を参照）。

### 任用条件による種別
上で主に述べてきたのは、任期を切らずに雇用された常勤の職員、すなわちいわゆる「正規職員」の場合である。国や地方公共団体の機関に勤務する公務員の中には、正規職員のほかに、雇用条件の違いによって次のような身分の違いが見られる。
正規職員
正職員、プロパー職員とも言われるが、「正規職員」を含め、いずれも法令上の呼称ではない。定年に達しない者を、任期を切らずに任用して常勤の職員とした者で、企業でいう「正社員」に相当する。様々な責任ある職務に就き、転勤、転属、昇給、昇進がある。雇用期間は決まっておらず、後の節で述べるような身分保障の対象となる。
臨時的任用職員
臨時職員とも言われるが、正規職員が一時的に欠けるなどの緊急の場合や、臨時の職が設置された場合などに、緊急避難的に置くことが法律で認められた職員。6か月を限度とする任期を切って雇用され、更新も一回までしか認められない。雇用期間中は正職員に準じる待遇を受けるが、常勤より短い時間のみ勤務し、その分の給与を抑制される短時間勤務の場合もある。転属、昇給はない。
再任用職員
定年退職した職員の中から退職以前の勤務実績などを基に選考され、1年の任期を限って再任用された職員。臨時的任用と同様に、常時勤務と短時間勤務の2種類がある。
任期付採用職員
高度な専門的知識を有する者を任期を限って採用する必要がある場合や、以後一定の期間に特定の業務量が増大することが見込まれ、一定期間職員を増員する必要がある場合等に限り、5年を越えない範囲で任期を切って採用される職員。雇用期間中は正職員に準じる待遇を受ける。
自衛官の大半は2～3年の任期制隊員（士）であるが、定年まで任期制採用を更新することが可能である。
任期付短時間勤務職員
一定期間内に業務量の増加が認められる場合等に限り、1年を越え3年を越えない任期で採用され、短時間勤務を行う職員。
非常勤職員
常時勤務を要しないとされる職員の総称。消防団員のような特別職のものと、嘱託などの一般職のものがある。一般職の非常勤職員は、一般の職員の指揮の下、補助的な事務に当たるものとされており、待遇も安定性の高い一般の職員に比べると極めて不安定である。非常勤職員は雇用形態による様々な種別があり、採用機関によって制度が異なるが、代表的なものとして次のようなものがある。
- 会計年度任用職員
一会計年度を超えない範囲内で置かれ、常勤者よりも労働時間が短い（非常勤）の者
- 嘱託職員
「嘱託」と呼ばれる非常勤職員の種別は機関によって様々であるが、1年程度の期間を任期とし、3年程度を限度として雇用され、常勤より短い時間のみ勤務する者を指す場合が多い。
- 日々雇用職員
期間限定で雇用される臨時の非常勤職員。制度上、雇用期間は一日単位であり、雇用予定期間中の一日ごとに雇用が更新されることから「日々雇用」と称される。非正規雇用。

## 一般職の採用、任用
国家公務員法、地方公務員法はともに、一般職の職員（一般職に分類される職（国家公務員にあっては官職ともいう）にある公務員のこと）の任用は、公開の競争試験（一般に「公務員試験」と総称されている）に基づいて行うことを原則としている。
採用試験に合格した者はいったんは「採用者候補名簿」に登載され、その上で国や地方公共団体の定員補充として採用されることになる。このため、「公務員試験に合格＝公務員に内定」ではない。
なお、通常の採用試験では適格者を得がたい場合には、任命権者は、適任者を選考によって採用することも可能である。選考を公開の試験によって行う場合、これを選考採用試験という。
採用後は守秘義務等を厳正に遵守することが求められる代償として、また権力者の意向によって恣意的に罷免される（つまり大臣や首長の胸先三寸でクビにされる）ことがないようにするため、本人の事情により退職する場合のほか、基本的には懲戒または分限処分によらず免職されることはない。
公務員は、「安定している」「整理解雇（公務員の場合は定数減に伴う分限免職）がほとんどない」「休みもきちんとある」等の理由から、特に不況時には人気の職業となる。右肩上がりの成長を多くの国民が期待しなくなった今日、税収が落ち込み、天下り規制法、待遇面（福利厚生の削減）の悪化、人員削減とそれによる労働強化（サービス残業の常態化）、給与の伸び悩み（昇給抑制、ベースの引き下げ）、正規から非正規雇用への置き換えが続く現在にあってもなお、2004年以降で国家公務員、地方公務員ともに公務員採用試験の受験者数は増加している。国家公務員、地方公務員共に、民間同様、中途採用や受験時の年齢制限拡大、撤廃等の改革が進んでいることも受験者数増加の一因である。

## 給与
一般職の公務員の給与は、職員が公務遂行のために提供する労働に対する反対給付であるという職務給の考えに基づき、「その職務と責任に応じて支給しなければならない」（国家公務員法62条第1項、地方公務員法24条第1項）ことがその原則とされる（職務給の原則）。給与の基準となる官職の職務と責任は、給与に関する法律や条例が規定する（給与法定主義、給与条例主義）（国公法62・63条、地公法24条）。
かつては職務給の原則を実現する方法として、官職を職務の種類、複雑さ及び責任の度合いに応じて整理分類し、それに基づいて給与を支給する職階制を採用することが国公法で定められていたが、運用費用が大きいことや、日本の雇用慣行と整合しないなどの問題で、実施されることはなかった。2007年6月、第166回国会で職階制を廃止する国公法改正法（平成十九年法律一〇八号）が成立し、2009年4月1日に施行され、正式に廃止された。職階制に基づく給与準則の代替として、俸給表や手当など具体的な給与制度を定めてきたのが一般職の職員の給与に関する法律（昭和二十五年四月三日法律第九十五号）（一般職給与法）である。一般職給与法の特別法として検察官の検察官の俸給等に関する法律(検察官俸給法)、任期付きで試験研究機関等の研究業務に従事する職員の一般職の任期付研究員の採用、給与及び勤務時間の特例に関する法律（任期付研究員法）、専門的な知識経験等により任期を定めて採用された職員には一般職の任期付職員の採用及び給与の特例に関する法律（任期付職員法）が適用される。
特別職については、国家公務員法・地方公務員法の適用を受けず、給与に関しては別の定めをもつ。国家公務員の特別職については、特別職の職員の給与に関する法律（特別職給与法）に基づき支給される。特別職のでも、一般職に近い性質をもつ公務員は特別職給与法とは別の法律が定められており、一般職給与法の規定を準用していることが多い。国会議員秘書には国会議員の秘書の給与等に関する法律、一般の国会職員は国会職員法、裁判官には裁判官の報酬等に関する法律、一般の裁判所職員には裁判所職員臨時措置法、防衛省職員（自衛官を含む）には防衛省の職員の給与等に関する法律が適用される。
地方公務員の特別職も同様で、条例で別の定めをするなどして支給されている。

### 給与勧告
日本では国家公務員の一般職の給与を社会一般の情勢に適合させるため、毎年人事院が全国の人事委員会と協力して民間企業の給与を調査し、職員の給与をそれに合致させるよう、内閣と国会に対して給与勧告を行っている。給与勧告には公務員の労働基本権制約の代償措置としての側面があるとする理解が一般的である。地方公務員については当該地方公共団体の人事委員会の勧告を行っているが、人事院勧告に倣うことが多い。給与勧告に法的拘束力はないが、実際上給与改定への影響力は強い。過去には凍結あるいは一部実施となることも多かったが、近年は完全実施が続いている。

### 人件費の国際比較
2011年度における日本の公的セクター人件費は対GDP比にして6.3%であり、OECD参加国中最低である。首位はデンマークの18.5%、続いてアイスランドの14.5%となっている。その他の北欧諸国も上位につけている。OECDの平均は11.0%となっている。但し以下の統計で日本の公務員の人件費が最低なのは、法人非正規職員や公的法人などといった「みなし公務員」も含めているため、数値の正当性には一考の余地があろう。
公的セクターの人件費対GDP比(%) (2011年度)

## 公務員の義務及び権利
公務員は、国民（具体的には国民の代表者である政府）に対し、法令や条例の定めにより、次のような義務・権利を有する。

### 公務員の義務と制限
非正規雇用の者を除き、すべて公務員は、憲法第99条に基づき、憲法を尊重し擁護する義務を負い、任命の辞令を受けるに当たってその旨書面で宣誓する。また、憲法第15条に基づき、「全体の奉仕者」として公共の利益のために勤務するという一般的な義務を負う。
その他、公務員の守るべき具体的な義務として次のようなものがある。いずれも一般職の公務員に関するものであるが、特別職でも個別の定めでこれに準拠した規定がなされていることが多い。
- 職務遂行上の義務（職務遂行・職務専念義務。国家公務員法第101条、地方公務員法第35条）
- 法令と上司の職務上の命令[注 2][注 3]に従う義務（法令遵守義務及び命令服従義務。国家公務員法第98条第1項、地方公務員法第32条）
- 秘密を守る義務（守秘義務。国家公務員法第100条第1項、第109条第12号、地方公務員法第34条第1項、第60条第2号）
- 品位と信用を保つ義務（国家公務員法第99条、地方公務員法第33条） - 業務上横領や接待はもちろん、勤務時間外の傷害事件、飲酒運転も含まれる
- 犯罪告発をする義務（刑事訴訟法第239条2項）[11][12][13]

他に、会計に携わる者については、予算執行、物品管理において国に損害を与えた場合には、弁償責任の義務がある（会計法第41条第1項）。
また、公務員は次のような極めて厳しい制限がある。
- ストライキの禁止など、労働基本権に関し制限又は特別な取扱いがある（政令第201号、及びこれを起源とする国家公務員法第102条、地方公務員法第37条）。国際労働条約第98号（1949年の団結権及び団体交渉権）、市民的及び政治的権利に関する国際規約第22条違反との指摘がある。
- 中立的な立場を保つため、所定の政治的行為が禁止されている（政令第201号、及びこれを起源とする国家公務員法第102条、人事院規則14-7、地方公務員法第36条）。この点については言論の自由・思想信条の自由を阻害するなどとする違憲性はなく最高裁で合憲判決が下されている（猿払事件など）。
- 営利企業及び非営利事業との関係について制限を受ける（国家公務員法第103条、第104条、地方公務員法第38条第1項） - 退職後の再就職の制限、兼業の禁止など　NPOやNGOのメンバーとなって活動する事にも制限が課される。

### 公務員の権利
公務員は、職務上の義務の代償あるいは職務の公平性を担保することを目的として、次のような権利が与えられている。裁判所職員等の特別職でも準拠した定めがある点は義務と同様である。
- 身分保障に関する権利（国家公務員法第75条第1項、地方公務員法第27条第2項）
法定の事由による場合のほかは、職員の意に反して、降任、休職、免職されない。これらの不利益処分については、権利保障のための手続きが定められている（国家公務員法第89条〜第92条の2、地方公務員法第49条〜第51条の2）。また、勤務条件に関する行政措置の要求の権利がある（国家公務員法第86条〜第88条、地方公務員法第46条〜第48条）。
- 財産上の権利
  - 給与を受給することができる（国家公務員法第107条、一般職の職員の給与に関する法律、地方公務員法第24条第1項）
  - 退職年金等（長期給付）、保険給付等（短期給付）を受ける権利
  - 公務傷病に対する補償を受ける権利
  - 職務上の実費弁償等を受ける権利、など

## 主な公務員の職

### 国家公務員
- 特別職
  - 内閣総理大臣
  - 国務大臣
  - 副大臣・大臣政務官
  - 内閣法制局長官
  - 内閣官房副長官
  - 内閣危機管理監・内閣官房副長官補・内閣広報官・内閣情報官
  - 内閣総理大臣補佐官・大臣補佐官
  - 宮内庁幹部職員
  - 大使・公使
  - 衆議院議員
  - 参議院議員
  - 国会職員
  - 裁判官その他の裁判所職員
  - 自衛隊員（自衛官及び即応予備自衛官、予備自衛官、予備自衛官補を含む全ての防衛省職員（一部の職員を除く））
  - 行政執行法人の役員
- 一般職
  - 内閣の各機関（内閣の機関・内閣府・各省庁・人事院）の職員（自衛隊員を除く）[注 4]
  - 国の地方機関の職員
  - 会計検査院の職員
  - 海上保安官
  - 地方警務官（都道府県警察の職員のうち警視正以上の階級にある警察官）
  - 行政執行法人の職員

### 地方公務員
- 特別職
  - 都道府県知事
  - 副知事
  - 都道府県議会議員
  - 市区町村長
  - 副市町村長
  - 地方公営企業管理者
  - 地方議会議員
  - 教育委員会等行政委員会の委員
  - 社会教育委員会、青少年委員会等の委員
  - 非常勤の消防団員及び水防団員
  - 特定地方独立行政法人の役員
- 一般職
  - 地方公共団体の事務系・技術系職員
  - 会計管理者
  - 公立学校教員・職員
  - 警察官（都道府県警察の警視以下の警察官）
  - 消防吏員
  - 特定地方独立行政法人の職員